# Nekrolog Juni 2014
Nekrolog
◄◄
| ◄
| 2010
| 2011
| 2012
| 2013
| 2014 | 2015 | 2016 | 2017 | 2018 | ► | ►►
Januar |
Februar |
März |
April |
Mai |
Juni |
Juli |
August |
September |
Oktober |
November |
Dezember 2014
Weitere Ereignisse | Allgemeiner Nekrolog 2014
Die Beschreibung der verstorbenen Person sollte so kurz wie möglich gehalten sein und nur deren signifikante Tätigkeit(en) enthalten.
Neue Namen ggf. auch unter dem Geburts- und Sterbedatum, also etwa unter 1. Januar und im Geburts- und Sterbejahr (2024) eintragen (nur bei entsprechender großer Wichtigkeit). Für Beispiele siehe die schon vorhandenen Artikel.
Außerdem über die fünf zuletzt Verstorbenen, zu denen es einen ausreichend guten Artikel für eine Präsentation auf der Hauptseite gibt, nach der todesbedingten Überarbeitung der Artikel ggf. auch unter Wikipedia Diskussion:Hauptseite informieren und sie am besten auch in den anderen Wikipedia-Sprachversionen eintragen. Tipp: Regelmäßig bei news.google.de nach „ist tot“, „gestorben“ oder „verstorben“ suchen.
Wenn eine Person gestorben ist, gibt es viele Seiten zu dieser Person in der Wikipedia, die davon auch betroffen sind und entsprechend aktualisiert werden müssen. Beispiele: Namenübersichtsseite, Geburtsjahr, Geburtsort-Seiten und viele mehr.
Wie finde ich die betroffenen Seiten?
Im Suchfeld auf der linken Seite gibt man den Suchbegriff so ein: „Vorname Nachname“. Dann klickt man auf Volltext und alle Seiten mit entsprechendem Suchtext werden aufgerufen. Hier sieht man dann schnell, wo auch das Todesjahr Sinn macht oder sogar ein Teil des Artikels angepasst werden muss. Auch hilft das „Werkzeug“ auf der linken Seite sehr gut, um solche Seiten aufzufinden: „Links auf diese Seite“. Somit ist die Wikipedia wieder aktuell in allen Bereichen! Hinweis: bei Eintragung der Kategorie „Gestorben JAHR“ wird der Missbrauchsfilter 49 ausgelöst, was jedoch nicht schlimm ist. Siehe: Spezial:Missbrauchsfilter/49
Dies ist eine Liste von im Juni 2014 verstorbenen bekannten Persönlichkeiten. Die Einträge erfolgen innerhalb der einzelnen Daten alphabetisch sortiert. Tiere sind im Nekrolog für Tiere zu finden.

## Juni
| Tag      | Name                                      | Beruf, bekannt als | Alter | Beleg  |
| -------- | ----------------------------------------- | --- | ----- | ------ |
| 30. Juni | Eduard Arzt                               | österreichischer Geiger und Musikpädagoge                                                                                 | 88    | [ 1 ]  |
| 30. Juni | Dietrich Bauer                            | deutscher Finanzwissenschaftler                                                                                           | 73    |        |
| 30. Juni | Pierre Bec                                | französischer Schriftsteller, Sprachwissenschaftler und Mediävist                                                         | 92    |        |
| 30. Juni | Frank Cashen                              | US-amerikanischer Baseballmanager                                                                                         | 88    |        |
| 30. Juni | Bobby Castillo                            | US-amerikanischer Baseballspieler                                                                                         | 59    |        |
| 30. Juni | Álvaro Corcuera                           | mexikanischer Ordensgeistlicher                                                                                           | 56    |        |
| 30. Juni | Alejandra da Passano                      | argentinische Schauspielerin                                                                                              | 66    |        |
| 30. Juni | Gustavo Dávila                            | kolumbianischer Fußballspieler                                                                                            | 28    |        |
| 30. Juni | Christian Führer                          | deutscher Pfarrer | 71    |        |
| 30. Juni | Bob Hastings                              | US-amerikanischer Schauspieler und Hörspielsprecher                                                                       | 89    |        |
| 30. Juni | Kenny Kingston                            | US-amerikanischer Parapsychologe und Medium                                                                               | 87    |        |
| 30. Juni | Gianni Lancia                             | italienischer Unternehmer                                                                                                 | 89    |        |
| 30. Juni | Petero Mataca                             | fidschianischer Erzbischof                                                                                                | 81    |        |
| 30. Juni | Paul Mazursky                             | US-amerikanischer Filmregisseur und Schauspieler                                                                          | 84    |        |
| 30. Juni | Stefan Michalski                          | polnischer Fußballspieler                                                                                                 | 78    |        |
| 30. Juni | Jean-Pierre Renouard                      | französischer KZ-Überlebender                                                                                             | 91    |        |
| 30. Juni | Frank M. Robinson                         | US-amerikanischer Schriftsteller                                                                                          | 87    |        |
| 30. Juni | Željko Šturanović                         | montenegrinischer Politiker                                                                                               | 54    |        |
| 30. Juni | Karen Walter Goodwin                      | US-amerikanische Theaterproduzentin                                                                                       | 66    |        |
| 29. Juni | Bogdan Baranowski                         | polnischer Chemiker | 86    | [ 2 ]  |
| 29. Juni | Anatolij Dimarow                          | ukrainischer Prosaschriftsteller                                                                                          | 92    |        |
| 29. Juni | Sixto Batista Santana                     | kubanischer Militär und Politiker                                                                                         | 82    |        |
| 29. Juni | Jim Brosnan                               | US-amerikanischer Schriftsteller und Baseballspieler                                                                      | 84    |        |
| 29. Juni | Anthony Curtis                            | britischer Journalist, Schriftsteller und Dramaturg                                                                       | 88    |        |
| 29. Juni | Michael Darkow                            | deutscher Konsumforscher                                                                                                  | 64    |        |
| 29. Juni | Damian D’Oliveira                         | südafrikanischer Cricketspieler und -funktionär                                                                           | 53    |        |
| 29. Juni | John Freeland                             | britischer Jurist | 86    |        |
| 29. Juni | Ivan Gantschev                            | bulgarischer Künstler und Kinderbuchillustrator                                                                           | 89    |        |
| 29. Juni | Dermot Healy                              | irischer Schriftsteller                                                                                                   | 66    |        |
| 29. Juni | Peter Hetzel                              | deutscher Literaturkritiker                                                                                               | 53    |        |
| 29. Juni | Paul Horn                                 | US-amerikanischer Jazzmusiker                                                                                             | 84    | [ 3 ]  |
| 29. Juni | Eberhard Kahle                            | deutscher Gebrauchsgrafiker, Buchgestalter und Typograf                                                                   | 77    |        |
| 29. Juni | Iwan „John“ Kalymon                       | ukrainischer Polizist und mutmaßlicher NS-Kriegsverbrecher                                                                | 93    |        |
| 29. Juni | Hedley Kett                               | britischer Marineoffizier                                                                                                 | 100   |        |
| 29. Juni | Don Matheson                              | US-amerikanischer Schauspieler                                                                                            | 84    |        |
| 29. Juni | Edwin Ngubane                             | südafrikanischer Bischof                                                                                                  | 44    |        |
| 29. Juni | Clementine von Schuch                     | deutsche Konzert- und Opernsängerin                                                                                       | 92    |        |
| 29. Juni | Ernst Eugen Veselsky                      | österreichischer Wirtschaftswissenschaftler und Politiker                                                                 | 81    |        |
| 29. Juni | Philip Wayre                              | britischer Naturschützer                                                                                                  | 93    |        |
| 28. Juni | Seymour Barab                             | US-amerikanischer Cellist und Komponist                                                                                   | 93    |        |
| 28. Juni | Guido Boni                                | italienischer Radrennfahrer                                                                                               | 80    |        |
| 28. Juni | Kurt Castka                               | österreichischer Journalist und Sportfunktionär                                                                           | 86    |        |
| 28. Juni | Lois Geary                                | US-amerikanische Schauspielerin                                                                                           | 84    |        |
| 28. Juni | Peter Klose                               | deutscher Politiker | 60    |        |
| 28. Juni | Piero Nelli                               | italienischer Filmregisseur                                                                                               | 88    |        |
| 28. Juni | Antonio José Ramírez Salaverría           | venezolanischer Bischof                                                                                                   | 96    |        |
| 28. Juni | Meshach Taylor                            | US-amerikanischer Schauspieler                                                                                            | 67    |        |
| 28. Juni | Luis Vera                                 | chilenischer Fußballspieler                                                                                               | 84    |        |
| 27. Juni | Gilbert Ashwell                           | US-amerikanischer Biochemiker                                                                                             | 97    |        |
| 27. Juni | Russel Botman                             | südafrikanischer Universitätsrektor                                                                                       | 61    |        |
| 27. Juni | P. N. Furbank                             | britischer Literaturkritiker und Schriftsteller                                                                           | 94    |        |
| 27. Juni | Allen Grossman                            | US-amerikanischer Dichter                                                                                                 | 82    |        |
| 27. Juni | Heinz Kluge                               | deutscher Politiker | 89    |        |
| 27. Juni | Doug Lehmann                              | australischer Unternehmer                                                                                                 | 62    |        |
| 27. Juni | Leslie Manigat                            | haitianischer Politiker                                                                                                   | 83    |        |
| 27. Juni | Mieczysław Pawlak                         | polnischer Politiker, Sejm-Abgeordneter                                                                                   | 73    |        |
| 27. Juni | Liselotte Popelka                         | österreichische Kunsthistorikerin und Leiterin der Kunstsammlungen am Heeresgeschichtlichen Museum Wien                   | 83    |        |
| 27. Juni | Bernard Ferdinand Popp                    | US-amerikanischer Bischof                                                                                                 | 96    |        |
| 27. Juni | Pit Schnitzler                            | deutscher Fernsehjournalist                                                                                               | 71    |        |
| 27. Juni | Rachid Solh                               | libanesischer Politiker                                                                                                   | 88    |        |
| 27. Juni | Rex Whitehead                             | australischer Cricketspieler                                                                                              | 65    |        |
| 27. Juni | Bobby Womack                              | US-amerikanischer Sänger und Songwriter                                                                                   | 70    |        |
| 26. Juni | Lidija Alexejewa                          | sowjetische Basketballspielerin und -trainerin                                                                            | 89    |        |
| 26. Juni | Howard Baker                              | US-amerikanischer Politiker                                                                                               | 88    |        |
| 26. Juni | Tamla Baw                                 | birmanischer Widerstandskämpfer und Politiker                                                                             | 94    |        |
| 26. Juni | Jean-Pierre Dekeghel                      | belgischer Gitarrist | 57    |        |
| 26. Juni | Klaus Federn                              | deutscher Maschinenbauingenieur und Hochschullehrer                                                                       | 103   |        |
| 26. Juni | Nina Hoekman                              | niederländische Damespielerin und -trainerin                                                                              | 49    |        |
| 26. Juni | Wladimir Iljin                            | sowjetischer bzw. russischer Mathematiker                                                                                 | 86    |        |
| 26. Juni | Rollin King                               | US-amerikanischer Unternehmer                                                                                             | 83    |        |
| 26. Juni | Wolf Koenig                               | deutsch-kanadischer Filmregisseur                                                                                         | 86    |        |
| 26. Juni | Jürgen Kopp                               | deutscher Orgelbaumeister                                                                                                 |       |        |
| 26. Juni | Diana McLellan                            | US-amerikanische Journalistin                                                                                             | 76    |        |
| 26. Juni | Bob Mischak                               | US-amerikanischer American-Football-Spieler                                                                               | 81    |        |
| 26. Juni | Iwan Pljuschtsch                          | ukrainischer Politiker | 72    |        |
| 26. Juni | Gerhard Reuter                            | deutscher Agrar- und Ernährungswissenschaftler                                                                            | 93    |        |
| 26. Juni | Mary Rodgers                              | US-amerikanische Komponistin und Autorin                                                                                  | 83    |        |
| 26. Juni | Julius Rudel                              | US-amerikanisch-österreichischer Dirigent                                                                                 | 93    |        |
| 26. Juni | Leda Peña Hernández                       | kubanische Diplomatin | 64    |        |
| 26. Juni | Artan Santo                               | albanischer Banker | 58    |        |
| 26. Juni | Egon Sommerfeld                           | deutscher Politiker | 83    |        |
| 26. Juni | Gotthard Trommler                         | deutscher nordischer Skitrainer                                                                                           | 82    |        |
| 26. Juni | David Truong                              | vietnamesischer Friedensaktivist und Spion                                                                                | 68    |        |
| 26. Juni | Moacyr José Vitti                         | brasilianischer Erzbischof                                                                                                | 73    |        |
| 26. Juni | Michael Henry Wilson                      | US-amerikanischer Dokumentarfilmer                                                                                        | 67    |        |
| 25. Juni | Hans-Georg Andreae                        | deutscher Verbandsfunktionär und Landwirt                                                                                 | 80    |        |
| 25. Juni | Harry Arlt                                | deutscher Fußballspieler                                                                                                  | 87    |        |
| 25. Juni | Salwa Bughaigis                           | libysche Juristin und Menschenrechtsaktivistin                                                                            | ?     |        |
| 25. Juni | Nigel Calder                              | britischer Journalist | 82    |        |
| 25. Juni | Karl Günzler                              | deutscher Politiker | 87    |        |
| 25. Juni | Ana María Matute                          | spanische Schriftstellerin                                                                                                | 88    | [ 4 ]  |
| 25. Juni | Otto Meyer                                | deutscher Politiker | 88    |        |
| 25. Juni | Andreas Schibany                          | österreichischer Innovationsforscher                                                                                      | ≈48   |        |
| 25. Juni | Alfred Zerban                             | deutscher Hörfunkredakteur                                                                                                | 80    |        |
| 25. Juni | Walter Zuber                              | deutscher Politiker | 71    |        |
| 24. Juni | Belfon Aboikoni                           | surinamischer Stammesführer                                                                                               | 74    |        |
| 24. Juni | Carlos Barbas                             | US-amerikanischer Chemiker                                                                                                | 49    |        |
| 24. Juni | Hubert Bourdy                             | französischer Springreiter                                                                                                | 57    |        |
| 24. Juni | Donald Allan Darling                      | US-amerikanischer Statistiker                                                                                             | 99    |        |
| 24. Juni | Bert Huizenga                             | niederländischer Pilot und Fluglehrer                                                                                     | 65    | [ 5 ]  |
| 24. Juni | Olga Kotelko                              | kanadische Leichtathletin                                                                                                 | 95    |        |
| 24. Juni | Shogo Kubo                                | US-amerikanischer Skateboarder                                                                                            | 54    |        |
| 24. Juni | Herbert Lepper                            | deutscher Archivar und Historiker                                                                                         | 78    |        |
| 24. Juni | Lee McBee                                 | US-amerikanischer Bluessänger und -Harmonikaspieler                                                                       | 63    | [ 6 ]  |
| 24. Juni | Hans Peter Meißner                        | deutscher Internist | 77    |        |
| 24. Juni | Paolo Salvati                             | italienischer Maler | 75    |        |
| 24. Juni | Richard Sharp                             | US-amerikanischer Unternehmer                                                                                             | 67    |        |
| 24. Juni | David Taylor                              | schottischer Anwalt und Fußballfunktionär                                                                                 | 60    |        |
| 24. Juni | Ramón José Velásquez                      | venezolanischer Politiker                                                                                                 | 97    |        |
| 24. Juni | Eli Wallach                               | US-amerikanischer Schauspieler                                                                                            | 98    |        |
| 24. Juni | Johnnie M. Walters                        | US-amerikanischer Jurist und Staatsbediensteter                                                                           | 94    |        |
| 24. Juni | Winfried Witzel                           | deutscher Dramaturg und Autor                                                                                             | 81    |        |
| 23. Juni | Kurt Arentz                               | deutscher Bildhauer | 80    |        |
| 23. Juni | Quinton-Steele Botes                      | namibischer Sportfunktionär                                                                                               | 54    |        |
| 23. Juni | Małgorzata Braunek                        | polnische Schauspielerin                                                                                                  | 67    |        |
| 23. Juni | Lantra Fernando                           | sri-lankischer Cricketspieler                                                                                             | 57    |        |
| 23. Juni | Nancy Garden                              | US-amerikanische Schriftstellerin                                                                                         | 76    |        |
| 23. Juni | Paula Kent Meehan                         | US-amerikanische Unternehmerin und Schauspielerin                                                                         | 82    |        |
| 23. Juni | Ferdinand Kurzböck                        | österreichischer Widerstandskämpfer und Antifaschist                                                                      | 89    |        |
| 23. Juni | Horst Vetten                              | deutscher Sportjournalist und Buchautor                                                                                   | 80    |        |
| 22. Juni | Fouad Ajami                               | libanesisch-US-amerikanischer Politikwissenschaftler und Historiker                                                       | 68    |        |
| 22. Juni | Paul Attard                               | maltesischer Fernsehmoderator und Politiker                                                                               | 72    |        |
| 22. Juni | Werner Biskup                             | deutscher Fußballspieler und -trainer                                                                                     | 72    |        |
| 22. Juni | Abdelkader Bouhi                          | algerischer Musiker und Dichter                                                                                           | 58    |        |
| 22. Juni | Felix Dennis                              | britischer Verleger | 67    |        |
| 22. Juni | Teenie Hodges                             | US-amerikanischer R&B-Gitarrist und Songwriter                                                                            | 68    |        |
| 22. Juni | Rama Narayanan                            | indischer Filmregisseur und -produzent                                                                                    | 65    |        |
| 22. Juni | Rudolf Paczak                             | österreichischer Schauspieler                                                                                             | 87    |        |
| 22. Juni | Raúl Ramírez                              | mexikanischer Schauspieler                                                                                                | 87    |        |
| 22. Juni | Steve Rossi                               | US-amerikanischer Comedian, Sänger und Schauspieler                                                                       | 82    |        |
| 22. Juni | Joachim-Hermann Scharf                    | deutscher Mediziner und Biologe                                                                                           | 92    |        |
| 22. Juni | Bruno Zumino                              | italienischer Physiker | 91    |        |
| 21. Juni | Wolf J. Bell                              | deutscher Journalist | 90    | [ 7 ]  |
| 21. Juni | Beatrix Bühler                            | deutsche Regisseurin und Dramaturgin                                                                                      | 65    |        |
| 21. Juni | Gerry Conlon                              | britischer Autor und Justizopfer                                                                                          | 60    |        |
| 21. Juni | Robert Gardner                            | US-amerikanischer Anthropologe und Filmemacher                                                                            | 88    |        |
| 21. Juni | Roland Hill                               | deutsch-britischer Journalist und Autor                                                                                   | 93    |        |
| 21. Juni | Ishikawa Yōzō                             | japanischer Politiker | 88    |        |
| 21. Juni | Anthony Jacobs, Baron Jacobs              | britischer Politiker | 82    |        |
| 21. Juni | Walter Kieber                             | liechtensteinischer Politiker                                                                                             | 83    |        |
| 21. Juni | Doreen Miller, Baroness Miller of Hendon  | britische Politikerin | 81    |        |
| 21. Juni | Jimmy C. Newman                           | US-amerikanischer Country-Sänger                                                                                          | 86    |        |
| 21. Juni | Anna Pawełczyńska                         | polnische Soziologin | 92    |        |
| 21. Juni | Johannes Strassmann                       | deutscher Pokerspieler | 29    | [ 8 ]  |
| 20. Juni | Ronald Böttcher                           | deutscher Politiker und Diplomat                                                                                          | ≈86   |        |
| 20. Juni | Alexander Dehio                           | deutscher Manager und Politiker                                                                                           | 72    |        |
| 20. Juni | Axel Hausmann                             | deutscher Physiker und Philosoph                                                                                          | 75    |        |
| 20. Juni | Philip Hollom                             | britischer Ornithologe | 102   |        |
| 20. Juni | María Luisa Landín                        | mexikanische Sängerin | 92    |        |
| 20. Juni | Florica Lavric                            | rumänische Ruderin | 52    |        |
| 20. Juni | Jaroslav Walter                           | tschechoslowakischer bzw. tschechischer Eishockeyspieler und -trainer                                                     | 75    |        |
| 19. Juni | Miša Blam                                 | jugoslawischer bzw. serbischer Jazzmusiker                                                                                | 66    |        |
| 19. Juni | Stephen G. Daitz                          | US-amerikanischer Gräzist                                                                                                 | 87    |        |
| 19. Juni | Oskar-Hubert Dennhardt                    | deutscher General und Politiker                                                                                           | 98    |        |
| 19. Juni | Ludwig Dinnendahl                         | deutscher Bildhauer | 73    |        |
| 19. Juni | Gisela Fischer                            | deutsche Schauspielerin                                                                                                   | 85    |        |
| 19. Juni | Gerry Goffin                              | US-amerikanischer Liedtexter                                                                                              | 75    |        |
| 19. Juni | Philippe d’Huy                            | französisch-guadeloupischer Gitarrist                                                                                     | 58    |        |
| 19. Juni | Stelian Ilie                              | rumänischer Fußballspieler                                                                                                | 76    |        |
| 19. Juni | Charlotte Kossuth                         | deutsche Lektorin und Übersetzerin                                                                                        | 89    |        |
| 19. Juni | Roland Mittermeir                         | österreichischer Informatiker                                                                                             | 64    |        |
| 19. Juni | Myint Myint Khin                          | birmanische Ärztin und Autorin                                                                                            | 90    |        |
| 19. Juni | Daniel Nazareth                           | indischer Dirigent und Komponist                                                                                          | 66    |        |
| 19. Juni | James Pitts                               | US-amerikanischer Chemiker und Emissionsforscher                                                                          | 93    |        |
| 19. Juni | Josephine Pullein-Thompson                | britische Schriftstellerin                                                                                                | 90    |        |
| 19. Juni | Avraham Schalom                           | israelischer Geheimdienstler                                                                                              | 86    |        |
| 19. Juni | Joso Škara                                | kroatischer Politiker | 56    |        |
| 19. Juni | Ibrahim Touré                             | ivorischer Fußballspieler                                                                                                 | 28    |        |
| 18. Juni | Petr F. Bílek                             | tschechischer Architekt                                                                                                   | 67    |        |
| 18. Juni | Egon Gramer                               | deutscher Autor, Germanist und Pädagoge                                                                                   | 78    |        |
| 18. Juni | Frank Jacobsen                            | deutscher Schauspieler | 49    | [ 9 ]  |
| 18. Juni | Stephanie Kwolek                          | US-amerikanische Chemikerin                                                                                               | 90    |        |
| 18. Juni | Manfred Köhne                             | deutscher Agrarökonom | 75    |        |
| 18. Juni | Leo De Maeyer                             | belgischer Physiker und Chemiker                                                                                          | 86    |        |
| 18. Juni | Johnny Mann                               | US-amerikanischer Komponist und Arrangeur                                                                                 | 85    |        |
| 18. Juni | Claire Martin                             | kanadische Schriftstellerin                                                                                               | 100   |        |
| 18. Juni | Wladimir Popowkin                         | russischer General | 56    |        |
| 18. Juni | Eberhard Sauppe                           | deutscher Bibliothekswissenschaftler                                                                                      | 89    |        |
| 18. Juni | Horace Silver                             | US-amerikanischer Jazzpianist und Komponist                                                                               | 85    |        |
| 18. Juni | Derald Smith                              | kanadischer Geograph | 75    |        |
| 17. Juni | Asher Ben-Natan                           | israelischer Diplomat | 93    |        |
| 17. Juni | Patsy Byrne                               | britische Schauspielerin                                                                                                  | 80    |        |
| 17. Juni | Wolfram Dorn                              | deutscher Politiker | 89    |        |
| 17. Juni | Mo Edoga                                  | nigerianischer Mediziner und Künstler                                                                                     | ≈62   |        |
| 17. Juni | Paul England                              | australischer Automobilrennfahrer                                                                                         | 85    |        |
| 17. Juni | Anthony Goldschmidt                       | US-amerikanischer Grafikdesigner                                                                                          | 71    |        |
| 17. Juni | Johnny Gray                               | britischer Jazz-Tenorsaxophonist                                                                                          | 94    |        |
| 17. Juni | John Harney                               | US-amerikanischer Unternehmer                                                                                             | 83    |        |
| 17. Juni | Alexander Kawalerow                       | russischer Schauspieler                                                                                                   | 62    |        |
| 17. Juni | Rudolf Kicken                             | deutscher Fotogalerist | 66    |        |
| 17. Juni | Stanley Marsh 3.                          | US-amerikanischer Unternehmer und Philanthrop                                                                             | 76    |        |
| 17. Juni | John McClure                              | US-amerikanischer Musikproduzent                                                                                          | 84    |        |
| 17. Juni | Barry Moss                                | US-amerikanischer Theaterregisseur und Caster                                                                             | 74    |        |
| 17. Juni | Hans Pos                                  | niederländischer Filmproduzent                                                                                            | 56    |        |
| 17. Juni | Arnold S. Relman                          | US-amerikanischer Mediziner und Herausgeber                                                                               | 91    |        |
| 17. Juni | Terry Richards                            | britischer Stuntman | 81    |        |
| 17. Juni | Jorge Romo                                | mexikanischer Fußballspieler                                                                                              | 91    |        |
| 17. Juni | Lillian B. Rubin                          | US-amerikanische Soziologin, Psychotherapeutin und Sachbuchautorin                                                        | 90    |        |
| 17. Juni | Hermann Strich                            | deutscher Jurist und Verwaltungsbeamter                                                                                   | 92    |        |
| 17. Juni | Hannes Thanheiser                         | österreichischer Schauspieler und Musiker                                                                                 | 88    |        |
| 17. Juni | John Yerburgh                             | britischer Unternehmer | 91    |        |
| 16. Juni | Rosemarie Ambé                            | deutsche Schlagersängerin und Fernsehmoderatorin                                                                          | 73    |        |
| 16. Juni | Charles Barsotti                          | US-amerikanischer Comiczeichner                                                                                           | 80    |        |
| 16. Juni | C. David Burgin                           | US-amerikanischer Herausgeber                                                                                             | 75    |        |
| 16. Juni | Hubert Deuringer                          | deutscher Musiklehrer, Arrangeur und Orchesterleiter                                                                      | 90    |        |
| 16. Juni | Yvonne Dold-Samplonius                    | niederländische Mathematikhistorikerin                                                                                    | 77    |        |
| 16. Juni | Heinz Goerke                              | deutscher Medizinhistoriker und Mediziner                                                                                 | 96    |        |
| 16. Juni | Tony Gwynn                                | US-amerikanischer Baseballspieler                                                                                         | 54    |        |
| 16. Juni | Walter Magrutsch                          | österreichischer Diplomat                                                                                                 | 85    |        |
| 16. Juni | Jonny Morelli                             | italienischer Schlagzeuger                                                                                                | 30    |        |
| 16. Juni | Cándido Muatetema Rivas                   | äquatorialguineischer Politiker und Diplomat                                                                              | 54    |        |
| 16. Juni | Ayşe Şasa                                 | türkische Drehbuchautorin                                                                                                 | 73    |        |
| 16. Juni | Mira Slovak                               | tschechoslowakischer bzw. US-amerikanischer Pilot                                                                         | 84    |        |
| 16. Juni | Károly Tóth                               | ungarischer Bischof und Kirchenfunktionär                                                                                 | 83    |        |
| 16. Juni | Thérèse Vanier                            | britische Medizinerin | 91    |        |
| 16. Juni | Vera Veroft                               | belgische Schauspielerin                                                                                                  | 77    |        |
| 16. Juni | Stephen Walker                            | australischer Bildhauer                                                                                                   | 86    |        |
| 16. Juni | Eddie Zondi                               | südafrikanischer Hörfunkmoderator                                                                                         | 47    |        |
| 15. Juni | Jacques Bergerac                          | französischer Schauspieler                                                                                                | 87    |        |
| 15. Juni | Helga Böhnisch                            | deutsche Politikerin | 69    | [ 10 ] |
| 15. Juni | Andrei Charlow                            | russischer Schachspieler und -trainer                                                                                     | 45    |        |
| 15. Juni | Jürgen Distler                            | deutscher Politiker und Verleger                                                                                          | 43    |        |
| 15. Juni | Ray Fox                                   | US-amerikanischer Automobilingenieur und -rennstallbesitzer                                                               | 98    |        |
| 15. Juni | Casey Kasem                               | US-amerikanischer Hörfunkmoderator                                                                                        | 82    |        |
| 15. Juni | Daniel Keyes                              | US-amerikanischer Schriftsteller                                                                                          | 86    |        |
| 15. Juni | Joel Levi                                 | israelischer Rechtsanwalt                                                                                                 | 75    |        |
| 15. Juni | Nick Nostro                               | italienischer Filmregisseur                                                                                               | 83    |        |
| 15. Juni | Petrus Oellibrandt                        | belgischer Radrennfahrer                                                                                                  | 78    |        |
| 15. Juni | Olli Partanen                             | finnischer Leichtathlet                                                                                                   | 91    |        |
| 15. Juni | Helmut Richter                            | österreichischer Architekt                                                                                                | 73    |        |
| 15. Juni | Moise Safra                               | brasilianischer Unternehmer                                                                                               | 79    |        |
| 15. Juni | Hannes Schwarz                            | österreichischer Maler | 88    |        |
| 15. Juni | Hubert Waibel                             | österreichischer Politiker                                                                                                | 91    |        |
| 14. Juni | Alex Chandre de Oliveira                  | brasilianische Fußballspieler                                                                                             | 36    |        |
| 14. Juni | David Gardner-Medwin                      | britischer Neurologe | 77    |        |
| 14. Juni | Michael Horak                             | Schweizer Eishockeyspieler                                                                                                | 74    |        |
| 14. Juni | Sardar Fazlul Karim                       | bangladeschischer Philosoph                                                                                               | 89    |        |
| 14. Juni | Sam Kelly                                 | britischer Schauspieler                                                                                                   | 70    |        |
| 14. Juni | Ferdinand Kroh                            | deutscher Journalist und Sachbuchautor                                                                                    | 63    |        |
| 14. Juni | Robert Lebeck                             | deutscher Fotojournalist                                                                                                  | 85    |        |
| 14. Juni | Michael Mason                             | britischer Radioproduzent                                                                                                 | 89    |        |
| 14. Juni | Francis Matthews                          | britischer Schauspieler                                                                                                   | 86    |        |
| 14. Juni | Jordan McDonald                           | kanadischer Reitsportler                                                                                                  | 30    |        |
| 14. Juni | Ivor Mendonca                             | guyanischer Cricketspieler                                                                                                | 79    |        |
| 14. Juni | Alexandr Ort                              | tschechischer Historiker und Politologe                                                                                   | 87    |        |
| 14. Juni | Jim Rogers                                | US-amerikanischer Geschäftsmann und Philanthrop                                                                           | 75    |        |
| 14. Juni | Tom Rolf                                  | schwedischer Filmeditor                                                                                                   | 82    |        |
| 14. Juni | Takeo Tanioka                             | japanischer Geograph und Hochschulpräsident                                                                               | 98    |        |
| 14. Juni | Ultra Violet                              | französisch-US-amerikanische Künstlerin und Autorin                                                                       | 78    |        |
| 14. Juni | Karl Völkl                                | österreichischer Althistoriker                                                                                            | 91    |        |
| 14. Juni | Benjamin Winter                           | deutscher Reitsportler | 25    |        |
| 13. Juni | Karl Eichtinger                           | österreichischer Lehrer, Schuldirektor und Politiker, Vizebürgermeister von Kindberg, Landtagsabgeordneter der Steiermark | 89    |        |
| 13. Juni | Hartmut Engels                            | deutscher Politiker | 72    |        |
| 13. Juni | Jean Firges                               | deutscher Literaturwissenschaftler und Schriftsteller                                                                     | 80    | [ 11 ] |
| 13. Juni | Gyula Grosics                             | ungarischer Fußballtorhüter                                                                                               | 88    |        |
| 13. Juni | Jim Keays                                 | australischer Musiker | 67    |        |
| 13. Juni | Berislav Klobučar                         | jugoslawischer bzw. kroatischer Dirigent                                                                                  | 89    |        |
| 13. Juni | Konrad Lang                               | österreichischer Künstler                                                                                                 | 81    |        |
| 13. Juni | Karl Lukan                                | österreichischer Bergsteiger                                                                                              | 90    |        |
| 13. Juni | David MacLennan                           | britischer Schauspieler, Regisseur und Theaterproduzent                                                                   | 65    |        |
| 13. Juni | Kurt Neumann                              | deutscher Fußballspieler                                                                                                  | 90    |        |
| 13. Juni | Chuck Noll                                | US-amerikanischer American-Football-Spieler und -Trainer                                                                  | 82    |        |
| 13. Juni | Robert Peters                             | US-amerikanischer Dichter und Hochschullehrer                                                                             | 89    |        |
| 13. Juni | Richard Rockefeller                       | US-amerikanischer Mediziner                                                                                               | 65    |        |
| 13. Juni | Aris Stathakis                            | griechischer Journalist und Politiker                                                                                     | 71    |        |
| 12. Juni | Mihaela Apostol                           | rumänische Handballspielerin                                                                                              | 42    |        |
| 12. Juni | Richard Arnowitt                          | US-amerikanischer Physiker                                                                                                | 86    |        |
| 12. Juni | Don Bennett                               | englischer Cricket- und Fußballspieler                                                                                    | 80    |        |
| 12. Juni | Horst Brühmann                            | deutscher Bildhauer | 72    |        |
| 12. Juni | Lilian Benningsen                         | österreichische Opernsängerin                                                                                             | 89    |        |
| 12. Juni | Paul Stewart Dingledine                   | kanadischer Diplomat | 68    |        |
| 12. Juni | Cameron Fox                               | US-amerikanischer Pornodarsteller                                                                                         | 36    |        |
| 12. Juni | Julian Koenig                             | US-amerikanischer Werbetexter                                                                                             | 93    |        |
| 12. Juni | Carla Laemmle                             | US-amerikanische Schauspielerin                                                                                           | 104   |        |
| 12. Juni | Gunnel Linde                              | schwedische Schriftstellerin                                                                                              | 89    |        |
| 12. Juni | Donald Macaulay, Baron Macaulay of Bragar | britischer Politiker | 80    |        |
| 12. Juni | Khagen Mahanta                            | indischer Sänger | 72    |        |
| 12. Juni | Reinfried Pohl                            | deutscher Unternehmer | 86    |        |
| 12. Juni | Werner Salomon                            | deutscher Politiker | 87    |        |
| 12. Juni | Frank Schirrmacher                        | deutscher Journalist und Autor                                                                                            | 54    |        |
| 12. Juni | Emil Schultheisz                          | ungarischer Mediziner und Politiker                                                                                       | 90    |        |
| 12. Juni | Jimmy Scott                               | US-amerikanischer Jazzsänger                                                                                              | 88    |        |
| 12. Juni | Elke Thomas                               | deutsche Politikerin | 79    |        |
| 12. Juni | Francesc Vallverdú                        | spanischer Dichter, Verleger, Übersetzer, Linguist und Katalanist                                                         | 78    |        |
| 12. Juni | Gerald Westbury                           | britischer Mediziner | 86    |        |
| 12. Juni | Jürgen Wolf                               | deutscher Cellist, Dirigent und Musikpädagoge                                                                             | 75    |        |
| 11. Juni | Kamaluddin Ahmed                          | pakistanischer Physiker                                                                                                   | ≈75   |        |
| 11. Juni | Joe Becker                                | französischer Radrennfahrer                                                                                               | 82    |        |
| 11. Juni | Werner Böhmer                             | deutscher Jurist | 99    |        |
| 11. Juni | Michael Braun                             | deutscher Regisseur und Drehbuchautor                                                                                     | 83    |        |
| 11. Juni | Michael Brown                             | US-amerikanischer Musicalkomponist und Kinderbuchautor                                                                    | 93    |        |
| 11. Juni | Glenn Britt                               | US-amerikanischer Manager                                                                                                 | 65    |        |
| 11. Juni | Michel Darbellay                          | Schweizer Bergsteiger | 79    |        |
| 11. Juni | Ruby Dee                                  | US-amerikanische Schauspielerin                                                                                           | 91    |        |
| 11. Juni | Rafael Frühbeck de Burgos                 | spanischer Dirigent | 80    |        |
| 11. Juni | Charles Gautier                           | französischer Politiker                                                                                                   | 69    |        |
| 11. Juni | Michel Glatigny                           | französischer Romanist, Linguist und Wörterbuchforscher                                                                   | 91    |        |
| 11. Juni | Kunie Iwahashi                            | japanische Schriftstellerin                                                                                               | 79    | [ 12 ] |
| 11. Juni | Heinz Köhler                              | deutscher Publizist | 82    |        |
| 11. Juni | Reinhard Lebe                             | deutscher Verlagslektor und Publizist                                                                                     | 78    |        |
| 11. Juni | Mipham Chökyi Lodrö                       | tibetischer Lama | 62    |        |
| 11. Juni | Karl Lüneburg                             | deutscher Politiker | 88    |        |
| 11. Juni | Konstantinos Mourouzis                    | griechischer Basketballspieler und -trainer                                                                               | 80    |        |
| 11. Juni | Jürgen Pohl                               | deutscher Geograph | 59    |        |
| 11. Juni | Erich Samson                              | deutscher Rechtswissenschaftler                                                                                           | 73    |        |
| 11. Juni | Gilles Ségal                              | französischer Schauspieler                                                                                                | 82    |        |
| 11. Juni | Carlton Sherwood                          | US-amerikanischer Journalist und Dokumentarfilmer                                                                         | 67    |        |
| 11. Juni | George E. Stuart III.                     | US-amerikanischer Archäologe                                                                                              | 79    |        |
| 11. Juni | Vital João Geraldo Wilderink              | brasilianischer Bischof                                                                                                   | 82    |        |
| 10. Juni | Uri Avner                                 | israelischer Schachkomponist                                                                                              | 73    |        |
| 10. Juni | Albert Baernstein II                      | US-amerikanischer Mathematiker                                                                                            | 73    |        |
| 10. Juni | Johannes Brosseder                        | deutscher Theologe | 76    |        |
| 10. Juni | Manfred Dietze                            | deutscher Geheimdienstoffizier                                                                                            | 85    |        |
| 10. Juni | Gary Gilmour                              | australischer Cricketspieler                                                                                              | 62    |        |
| 10. Juni | Jamil Uddin Hasan                         | pakistanischer Diplomat                                                                                                   | 80    |        |
| 10. Juni | Jay Holcomb                               | US-amerikanischer Naturschützer                                                                                           | 63    |        |
| 10. Juni | Roger Lille                               | Schweizer Schriftsteller und Theaterpädagoge                                                                              | 57    | [ 13 ] |
| 10. Juni | Gerald Nicholas McAllister                | US-amerikanischer Bischof                                                                                                 | 91    |        |
| 10. Juni | Narendra Patni                            | indischer Unternehmer | 71    |        |
| 10. Juni | Evamaria Schmidt                          | deutsche Archäologin | 88    |        |
| 10. Juni | Stuart Vaughan                            | US-amerikanischer Theaterregisseur                                                                                        | 88    |        |
| 10. Juni | Alexander Wedderspoon                     | britischer Geistlicher und Dechant                                                                                        | 83    |        |
| 9. Juni  | Bernard Agré                              | ivorischer Kardinal | 88    | [ 14 ] |
| 9. Juni  | William Bradfield                         | neuseeländischer Astronom                                                                                                 | 86    |        |
| 9. Juni  | Hansmartin Bruckmann                      | deutscher Stadtplaner und Kommunalpolitiker                                                                               | 82    |        |
| 9. Juni  | Edmund Bruggmann                          | Schweizer Skirennläufer                                                                                                   | 71    | [ 15 ] |
| 9. Juni  | Junie Donlavey                            | US-amerikanischer Motorsportteamchef                                                                                      | 90    |        |
| 9. Juni  | Reinhard Höppner                          | deutscher Politiker | 65    |        |
| 9. Juni  | Werner Kern                               | deutscher Wirtschaftswissenschaftler                                                                                      | 87    |        |
| 9. Juni  | Stuart Long                               | US-amerikanischer Boxer und Priester                                                                                      | 50    |        |
| 9. Juni  | Andreas Lowenfeld                         | US-amerikanischer Jurist                                                                                                  | 84    |        |
| 9. Juni  | Phil Mason                                | britischer Trompeter und Veranstalter                                                                                     | 74    |        |
| 9. Juni  | Hans Rainer Maurer                        | deutscher Pharmazeut und Hochschullehrer für Pharmazie                                                                    | 77    |        |
| 9. Juni  | Rik Mayall                                | britischer Komiker, Autor und Schauspieler                                                                                | 56    |        |
| 9. Juni  | Roy Ravana                                | fidschianischer Leichtathlet                                                                                              | 20    |        |
| 9. Juni  | Thilo Graf Rothkirch                      | deutscher Filmproduzent, Drehbuchautor und Regisseur                                                                      | 65    |        |
| 9. Juni  | Witali Schafranow                         | sowjetischer Physiker | 84    |        |
| 9. Juni  | Teddy Tucker                              | britischer Wracktaucher und Meeresforscher                                                                                | 89    |        |
| 9. Juni  | Gustave Tassell                           | US-amerikanischer Modedesigner                                                                                            | 88    |        |
| 9. Juni  | Bob Welch                                 | US-amerikanischer Baseballspieler                                                                                         | 57    |        |
| 9. Juni  | Benjamimin Whitaker                       | britischer Politiker | 79    |        |
| 9. Juni  | Gerd Zacher                               | deutscher Organist und Komponist                                                                                          | 84    |        |
| 8. Juni  | Ruy Barbosa Popolizio                     | chilenischer Önologe und Politiker                                                                                        | 94    |        |
| 8. Juni  | Luca Canali                               | italienischer Altphilologe                                                                                                | 88    |        |
| 8. Juni  | Johanna J. Danis                          | deutsche Psychologin | 92    |        |
| 8. Juni  | Ken Doubleday                             | australischer Leichtathlet                                                                                                | 88    |        |
| 8. Juni  | Frances Foster                            | US-amerikanische Herausgeberin                                                                                            | 83    |        |
| 8. Juni  | Alexander Imich                           | US-amerikanischer Chemiker, Parapsychologe und Supercentenarian                                                           | 111   |        |
| 8. Juni  | Katsura                                   | japanischer Prinz | 66    |        |
| 8. Juni  | Veronica Lazar                            | italienische Schauspielerin                                                                                               | 75    |        |
| 8. Juni  | Katsue Ōtoshi                             | japanischer Maler | 85    | ?      |
| 8. Juni  | Vladimír Prorok                           | tschechoslowakischer Turner und Turntrainer                                                                               | 84    |        |
| 8. Juni  | Ivo Vinco                                 | italienischer Opernsänger                                                                                                 | 86    |        |
| 8. Juni  | Benjamin Whitaker                         | britischer Politiker | 79    |        |
| 7. Juni  | Dora Akunyili                             | nigerianische Politikerin                                                                                                 | 59    | [ 16 ] |
| 7. Juni  | Natalja Baschanowa                        | sowjetische bzw. russische Ökonomin und Historikerin                                                                      | 67    |        |
| 7. Juni  | Markus Braun                              | Schweizer Komponist, Organist und Pianist                                                                                 | 63    |        |
| 7. Juni  | Alan Douglas                              | US-amerikanischer Musikproduzent                                                                                          | 82    |        |
| 7. Juni  | Ruprecht Düll                             | deutscher Botaniker | 83    |        |
| 7. Juni  | Juan José Esparragoza Moreno              | mexikanischer Drogenhändler und Polizist                                                                                  | 65    |        |
| 7. Juni  | Emilienne Farny                           | Schweizer Malerin und Bildhauerin                                                                                         | 76    |        |
| 7. Juni  | Fernandão                                 | brasilianischer Fußballspieler und -trainer                                                                               | 36    |        |
| 7. Juni  | Jurij Gustinčič                           | jugoslawischer bzw. slowenischer Journalist                                                                               | 92    |        |
| 7. Juni  | John A. Hamilton                          | US-amerikanischer Fernsehmoderator und -produzent                                                                         | 84    |        |
| 7. Juni  | Anthony Herbert                           | US-amerikanischer Heeresoffizier und Whistleblower                                                                        | 84    |        |
| 7. Juni  | Jacques Herlin                            | französischer Schauspieler                                                                                                | 86    |        |
| 7. Juni  | Juan María Leonardi Villasmil             | venezolanischer Bischof                                                                                                   | 67    |        |
| 7. Juni  | Roger Mayne                               | britischer Fotograf | 85    |        |
| 7. Juni  | James McNair                              | US-amerikanischer Komiker                                                                                                 | 62    |        |
| 7. Juni  | Ida Schöpfer                              | Schweizer Skirennläuferin                                                                                                 | 84    |        |
| 7. Juni  | Clara Schroth-Lomady                      | US-amerikanische Turnerin                                                                                                 | 93    |        |
| 7. Juni  | Anna-Teresa Tymieniecka                   | polnisch-amerikanische Philosophin, Phänomenologin                                                                        | 91    |        |
| 7. Juni  | Dawid Tyschler                            | sowjetischer Fechter | 86    |        |
| 7. Juni  | Norman Willis                             | britischer Gewerkschafter                                                                                                 | 81    |        |
| 6. Juni  | Irene Awret                               | US-amerikanische Schriftstellerin und Malerin                                                                             | 93    |        |
| 6. Juni  | Hermann Bahlsen                           | deutscher Unternehmer | 86    |        |
| 6. Juni  | Darío Barrio                              | spanischer Starkoch | 42    |        |
| 6. Juni  | Ado Bayero                                | nigerianischer Religionsführer und Diplomat                                                                               | 83    |        |
| 6. Juni  | Franz Brunhölzl                           | deutscher Mittellateinischer Philologe                                                                                    | 89    |        |
| 6. Juni  | Albert Bruylandt                          | belgischer Radrennfahrer                                                                                                  | 75    |        |
| 6. Juni  | Alejandro Antonio Buccolini               | argentinischer Bischof | 84    |        |
| 6. Juni  | Heinz Chaloupka                           | deutscher Elektroingenieur                                                                                                | 72    |        |
| 6. Juni  | Karen DeCrow                              | US-amerikanische Frauenrechtlerin                                                                                         | 76    |        |
| 6. Juni  | Alain Desaever                            | belgischer Radrennfahrer                                                                                                  | 61    |        |
| 6. Juni  | Gottfried Haase                           | deutscher Politiker | 90    |        |
| 6. Juni  | Eric Hill                                 | britischer Kinderbuchautor und -illustrator                                                                               | 86    |        |
| 6. Juni  | Lee Hyla                                  | US-amerikanischer Komponist und Musikpädagoge                                                                             | 61    |        |
| 6. Juni  | JayAre                                    | US-amerikanischer Hip-Hop-Musiker                                                                                         | 25    |        |
| 6. Juni  | Hans-Martin Küsters                       | deutscher Fotograf und Pädagoge                                                                                           | 67    |        |
| 6. Juni  | Robert Kuwałek                            | polnischer Historiker und Autor                                                                                           | ≈48   |        |
| 6. Juni  | David Lockwood                            | britischer Soziologe | 85    |        |
| 6. Juni  | John McIntyre                             | australischer Bischof | 62    |        |
| 6. Juni  | Carlos Montes                             | spanischer Basketballspieler                                                                                              | 48    |        |
| 6. Juni  | Sonja Mottl                               | österreichische Opern- und Operettensängerin                                                                              | 90    |        |
| 6. Juni  | Gerhard Rommel                            | deutscher Bildhauer | 80    |        |
| 6. Juni  | Sheldon Roberts                           | US-amerikanischer Metallurge                                                                                              | 87    |        |
| 6. Juni  | Dan Ronan                                 | US-amerikanischer Comedian                                                                                                | 24    |        |
| 6. Juni  | Alexander Schilow                         | russischer Chemiker | 84    |        |
| 6. Juni  | Lorna Wing                                | britische Psychiaterin | 85    |        |
| 6. Juni  | Armin Zeißler                             | deutscher Literaturwissenschaftler                                                                                        | 92    |        |
| 5. Juni  | Roger Ackling                             | britischer Künstler | 66    |        |
| 5. Juni  | Jits Bakker                               | niederländischer Bildhauer                                                                                                | 76    |        |
| 5. Juni  | John Bishop                               | US-amerikanischer Motorsportfunktionär                                                                                    | 87    |        |
| 5. Juni  | Luis Alberto Colotuzzo                    | uruguayischer Gewerkschafter                                                                                              | 96    |        |
| 5. Juni  | André Corvisier                           | französischer Historiker                                                                                                  | 95    |        |
| 5. Juni  | Don Davis                                 | US-amerikanischer Soul-Produzent, Songwriter und Gitarrist                                                                | 75    | [ 17 ] |
| 5. Juni  | Albert Focke                              | deutscher Politiker | 67    |        |
| 5. Juni  | Rolf Hachmann                             | deutscher Prähistoriker                                                                                                   | 96    |        |
| 5. Juni  | Ingeborg Lapsien                          | deutsche Schauspielerin                                                                                                   | 87    |        |
| 5. Juni  | Johnny Leach                              | englischer Tischtennisspieler                                                                                             | 91    |        |
| 5. Juni  | Édouard Mwe di Malila Apenela             | kongolesischer Unternehmer und Fußballfunktionär                                                                          | 76    |        |
| 5. Juni  | Don Normark                               | US-amerikanischer Fotograf                                                                                                | 86    |        |
| 5. Juni  | Hana Orgoníková                           | tschechische Politikerin                                                                                                  | 67    |        |
| 5. Juni  | Uwe Paulsen                               | deutscher Schauspieler und Synchronsprecher                                                                               | 70    |        |
| 5. Juni  | Jerry Rothman                             | US-amerikanischer Bildhauer                                                                                               | 80    |        |
| 5. Juni  | Aaron Sachs                               | US-amerikanischer Jazzmusiker                                                                                             | 90    |        |
| 5. Juni  | Osvaldo Scilla                            | italienischer Violinist, Komponist und Musikpädagoge                                                                      | 78    |        |
| 5. Juni  | Nisse Skoog                               | schwedischer Jazzmusiker und Illustrator                                                                                  | 92    |        |
| 5. Juni  | Reiulf Steen                              | norwegischer Politiker | 80    |        |
| 5. Juni  | Bill Traut                                | US-amerikanischer Musikproduzent und -manager                                                                             | 85    |        |
| 5. Juni  | Axel Vater                                | deutscher Künstler | 64    | [ 18 ] |
| 5. Juni  | Jean Walter                               | belgischer Sänger | 92    |        |
| 5. Juni  | Mix Weiss                                 | Schweizer Journalistin und Schriftstellerin                                                                               | 89    |        |
| 4. Juni  | Joseph Befe Ateba                         | kamerunischer Bischof | 52    |        |
| 4. Juni  | John Baker                                | britischer Bischof | 86    |        |
| 4. Juni  | Don Banfield                              | australischer Politiker                                                                                                   | 97    |        |
| 4. Juni  | Waldemar Beck                             | deutscher Ruderer | 93    |        |
| 4. Juni  | Wolf Broda                                | deutscher Ingenieurswissenschaftler und Astronom                                                                          | 96    |        |
| 4. Juni  | Kurt Conradi                              | deutscher Schauspieler | 89    |        |
| 4. Juni  | Ulf Diederichs                            | deutscher Verleger und Autor                                                                                              | 77    |        |
| 4. Juni  | Güngör Hoşses                             | türkischer Perkussionist                                                                                                  | 76    |        |
| 4. Juni  | Virginia Luque                            | argentinische Tango-Sängerin und Schauspielerin                                                                           | 86    |        |
| 4. Juni  | Horst Menzel                              | deutscher Musikpädagoge, -wissenschaftler und Komponist                                                                   | 80    |        |
| 4. Juni  | Manfred Mühlmann                          | deutscher Politiker | 82    | [ 19 ] |
| 4. Juni  | Doc Neeson                                | australischer Musiker | 67    |        |
| 4. Juni  | Chester Nez                               | US-amerikanisch-indianischer Codesprecher                                                                                 | 93    |        |
| 4. Juni  | Liselotte Palme                           | österreichische Journalistin                                                                                              | 65    |        |
| 4. Juni  | Nathan Shamuyarira                        | simbabwischer Politiker                                                                                                   | 85    |        |
| 4. Juni  | Susan Spencer-Wendel                      | US-amerikanische Journalistin und Buchautorin                                                                             | 47    |        |
| 4. Juni  | Dietrich Stollberg                        | deutscher Theologe | 77    |        |
| 4. Juni  | Sydney Templeman, Baron Templeman         | britischer Jurist | 94    |        |
| 4. Juni  | Franz Weiss                               | österreichischer Maler und Bildhauer                                                                                      | 93    |        |
| 4. Juni  | Buddy Wentworth                           | namibischer Politiker | 76    |        |
| 4. Juni  | Walter Winkler                            | polnischer Fußballspieler                                                                                                 | 71    |        |
| 4. Juni  | Klaus Wolf                                | deutscher Geograph und Hochschullehrer                                                                                    | 75    |        |
| 4. Juni  | Don Zimmer                                | US-amerikanischer Baseballspieler, -trainer und -manager                                                                  | 83    |        |
| 4. Juni  | Leo Zirker                                | deutscher Theologe | 76    |        |
| 3. Juni  | Myles J. Ambrose                          | US-amerikanischer Jurist und Staatsbediensteter                                                                           | 87    |        |
| 3. Juni  | Swjatoslaw Belsa                          | russischer Literaturhistoriker und Fernsehmoderator                                                                       | 72    |        |
| 3. Juni  | Gordon Bennett                            | australischer Künstler | 58    |        |
| 3. Juni  | Roy M. Goodman                            | US-amerikanischer Politiker                                                                                               | 84    |        |
| 3. Juni  | Eldon Griffiths                           | britischer Politiker und Journalist                                                                                       | 89    |        |
| 3. Juni  | Karl Harris                               | britischer Motorradrennfahrer                                                                                             | 34    |        |
| 3. Juni  | Ewald Klüber                              | deutscher Vereinsfunktionär                                                                                               | 65    |        |
| 3. Juni  | Elodie Lauten                             | US-amerikanische Komponistin                                                                                              | 63    |        |
| 3. Juni  | Virginia Luque                            | argentinische Tangosängerin und Schauspielerin                                                                            | 86    |        |
| 3. Juni  | Gopinath Munde                            | indischer Politiker | 64    |        |
| 3. Juni  | Ángela Teresita Leiva Sánchez             | kubanische Botanikerin und Naturschützerin                                                                                | 65    |        |
| 3. Juni  | Fritz Schwegler                           | deutscher Künstler | 79    |        |
| 3. Juni  | Fritz Tepperwien                          | deutscher Politiker | 77    |        |
| 3. Juni  | Adam Urbanek                              | polnischer Paläontologe                                                                                                   | 86    |        |
| 2. Juni  | Nikolai Chrenkow                          | russischer Bobsportler | 29    |        |
| 2. Juni  | Anjan Das                                 | indischer Filmregisseur                                                                                                   | 62    |        |
| 2. Juni  | Anatol Grințescu                          | rumänischer Wasserballspieler und Sportfunktionär                                                                         | 74    |        |
| 2. Juni  | Gennadi Gussarow                          | sowjetischer Fußballspieler                                                                                               | 77    |        |
| 2. Juni  | Johnny B. Isotamm                         | estnischer Lyriker | 74    |        |
| 2. Juni  | Clemens Jöckle                            | deutscher Kunsthistoriker                                                                                                 | 64    |        |
| 2. Juni  | Duraisamy Simon Lourdusamy                | indischer Kurienkardinal                                                                                                  | 90    |        |
| 2. Juni  | Maciej Łukaszczyk                         | polnischer Pianist und Vereinsfunktionär                                                                                  | 80    |        |
| 2. Juni  | Swetlana Masowezkaja                      | sowjetische bzw. israelische Schauspielerin, Synchronsprecherin, Schauspiellehrerin und Radiosprecherin                   | 88    |        |
| 2. Juni  | Ferdinand Penker                          | österreichischer Künstler                                                                                                 | 64    |        |
| 2. Juni  | Kuaima Riruako                            | namibischer Politiker und Indigenenführer                                                                                 | 79    |        |
| 2. Juni  | Gorō Nishida                              | japanischer Mathematiker                                                                                                  | 70    |        |
| 2. Juni  | Manfred Scheler                           | deutscher Politiker | 85    |        |
| 2. Juni  | Heidemarie Scherweit-Müller               | deutsche Politikerin | 71    |        |
| 2. Juni  | Alexander Shulgin                         | US-amerikanischer Chemiker                                                                                                | 88    |        |
| 1. Juni  | Victor Agnello                            | US-amerikanischer Schlagzeuger                                                                                            | 50    |        |
| 1. Juni  | Andres Briner                             | Schweizer Musikhistoriker                                                                                                 | 91    |        |
| 1. Juni  | Chang Feng-hsu                            | taiwanischer Politiker (Kuomintang)                                                                                       | 85    |        |
| 1. Juni  | John Edwards Conway                       | US-amerikanischer Jurist und Politiker                                                                                    | 79    |        |
| 1. Juni  | Ann B. Davis                              | US-amerikanische Schauspielerin                                                                                           | 88    |        |
| 1. Juni  | Erich Dworak                              | österreichischer Fernsehdramaturg                                                                                         | 74    |        |
| 1. Juni  | Heinrich Fasching                         | österreichischer Weihbischof                                                                                              | 85    |        |
| 1. Juni  | Michael Fischer                           | österreichischer Politik- und Sozialwissenschaftler                                                                       | 69    |        |
| 1. Juni  | Karlheinz Hackl                           | österreichischer Schauspieler                                                                                             | 65    |        |
| 1. Juni  | Albrecht Hüni                             | Schweizer Biochemiker | 93    |        |
| 1. Juni  | Marc-René Jung                            | Schweizer Romanist und Mediävist                                                                                          | 80    |        |
| 1. Juni  | Sedat Karaoğlu                            | türkischer Fußballspieler                                                                                                 | 54    |        |
| 1. Juni  | Yuri Kochiyama                            | japanische Menschenrechtlerin                                                                                             | 93    |        |
| 1. Juni  | Felix Mandre                              | estnischer Dirigent und Pianist                                                                                           | 86    |        |
| 1. Juni  | Walentin Mankin                           | sowjetischer Segelsportler                                                                                                | 75    |        |
| 1. Juni  | Francisco Marinho                         | brasilianischer Fußballspieler                                                                                            | 62    |        |
| 1. Juni  | Tomas Millamena                           | philippinischer Bischof                                                                                                   | 67    |        |
| 1. Juni  | Antonio Rada                              | kolumbianischer Fußballspieler                                                                                            | 76    |        |
| 1. Juni  | Peter Schreiner                           | deutscher Heimatforscher                                                                                                  | 76    |        |
| 1. Juni  | Kurt Weidmann                             | deutscher Jurist und Politiker                                                                                            | 76    |        |
| 1. Juni  | Hugo White                                | britischer Admiral und Diplomat                                                                                           | 74    |        |